# Bułgaria na Zimowych Igrzyskach Olimpijskich 1948
Bułgarię na Zimowych Igrzyskach Olimpijskich 1948 reprezentowało czterech zawodników.

## Reprezentanci

### Biegi narciarskie

#### Mężczyźni
| Zawodnik      | Konkurencja             | Czas    | Pozycja | Źródło |
| ------------- | ----------------------- | ------- | ------- | ------ |
| Nikoła Delew  | 18 km stylem klasycznym | 1:43:29 | 80.     | [ 1 ]  |
| Georgi Dojkow | 18 km stylem klasycznym | DNF     | DNF     | [ 1 ]  |

### Kombinacja norweska

#### Mężczyźni
| Zawodnik     | Bieg na 15 km | Bieg na 15 km | Bieg na 15 km | Skoki na normalnej skoczni | Skoki na normalnej skoczni | Skoki na normalnej skoczni | Skoki na normalnej skoczni | Skoki na normalnej skoczni | Suma punktów | Pozycja | Źródło |
| Zawodnik     | Czas          | Pozycja       | Punkty        | Odległość                  | Odległość                  | Odległość                  | Punkty                     | Pozycja                    | Suma punktów | Pozycja | Źródło |
| Zawodnik     | Czas          | Pozycja       | Punkty        | 1                          | 2                          | 3                          | Punkty                     | Pozycja                    | Suma punktów | Pozycja | Źródło |
| ------------ | ------------- | ------------- | ------------- | -------------------------- | -------------------------- | -------------------------- | -------------------------- | -------------------------- | ------------ | ------- | ------ |
| Nikoła Delew | 1:43:29       | 38.           | 105 pkt       | 42 m (upadek)              | 45 m                       | 48 m                       | 157,1 pkt                  | 38.                        | 262,1 pkt    | 38.     | [ 2 ]  |

### Narciarstwo alpejskie

#### Mężczyźni
| Zawodnik       | Konkurencja | 1. przejazd | 1. przejazd | 2. przejazd | 2. przejazd | Suma czasów | Pozycja | Źródło |
| Zawodnik       | Konkurencja | Czas        | Pozycja     | Czas        | Pozycja     | Suma czasów | Pozycja | Źródło |
| -------------- | ----------- | ----------- | ----------- | ----------- | ----------- | ----------- | ------- | ------ |
| Dawid Madżar   | Zjazd       | 3:45.3      | 62.         | —           | —           | 3:45.3      | 62.     | [ 3 ]  |
| Dimityr Drażew | Zjazd       | 4:07.1      | 82.         | —           | —           | 4:07.1      | 82.     | [ 3 ]  |
| Dimityr Drażew | Slalom      | 1:33.1      | 45.         | 1:20.9      | 44.         | 2:54.0      | 44.     | [ 4 ]  |
| Dawid Madżar   | Slalom      | 1:38.7      | 49.         | 1:19.6      | 40.         | 2:58.3      | 47.     | [ 4 ]  |

| Zawodnik       | Konkurencja | Zjazd  | Zjazd     | Slalom      | Slalom      | Slalom         | Slalom    | Suma punktów | Pozycja | Źródło |
| Zawodnik       | Konkurencja | Zjazd  | Zjazd     | Czas        | Czas        | Czas całkowity | Punkty    | Suma punktów | Pozycja | Źródło |
| Zawodnik       | Konkurencja | Czas   | Punkty    | 1. przejazd | 2. przejazd | Czas całkowity | Punkty    | Suma punktów | Pozycja | Źródło |
| -------------- | ----------- | ------ | --------- | ----------- | ----------- | -------------- | --------- | ------------ | ------- | ------ |
| Dawid Madżar   | Kombinacja  | 3:45.3 | 27,92 pkt | 1:38.9      | 1:18.5      | 2:57.4         | 18,75 pkt | 46,67 pkt    | 44.     | [ 5 ]  |
| Dimityr Drażew | Kombinacja  | 4:07.1 | 39,83 pkt | 1:49.0      | 1:24.7      | 3:13.7         | 25,94 pkt | 65,77 pkt    | 55.     | [ 5 ]  |